# Solo Dance
Solo Dance è un singolo del DJ danese Martin Jensen, pubblicato il 4 novembre 2016.

## Tracce
Testi e musiche di Martin Jensen, Lene Dissing, Mads Dyhrberg e Peter Bjørnskov.
Download digitale
1. Solo Dance – 2:54

Download digitale – From Morning Till Midnight
1. Solo Dance (Acoustic Mix) – 3:12
2. Solo Dance (Club Mix) – 4:21

## Classifiche

### Classifiche settimanali
| Classifica (2016-17) | Posizione massima |
| -------------------- | ----------------- |
| Australia            | 40                |
| Austria              | 14                |
| Belgio (Fiandre)     | 56                |
| Belgio (Vallonia)    | 41                |
| Canada               | 82                |
| Danimarca            | 7                 |
| Finlandia            | 19                |
| Francia              | 60                |
| Germania             | 14                |
| Irlanda              | 9                 |
| Italia               | 32                |
| Norvegia             | 7                 |
| Paesi Bassi          | 20                |
| Polonia              | 44                |
| Portogallo           | 30                |
| Regno Unito          | 7                 |
| Repubblica Ceca      | 12                |
| Slovacchia           | 15                |
| Spagna               | 97                |
| Svezia               | 7                 |
| Svizzera             | 17                |
| Ungheria             | 14                |

### Classifiche di fine anno
| Classifica (2017) | Posizione |
| ----------------- | --------- |
| Austria           | 38        |
| Belgio (Vallonia) | 80        |
| Danimarca         | 32        |
| Francia           | 126       |
| Germania          | 47        |
| Italia            | 91        |
| Norvegia          | 35        |
| Paesi Bassi       | 47        |
| Portogallo        | 67        |
| Regno Unito       | 15        |
| Svezia            | 13        |
| Svizzera          | 36        |
| Ungheria          | 40        |